# スペクトルグラフ理論
数学において、スペクトルグラフ理論は、隣接行列もしくはラプラシアン行列のような、そのグラフに結びついた行列の固有方程式、固有値、固有ベクトルに関係する、グラフの性質の研究である。
単純グラフの隣接行列は、実な対称行列であり、したがって直行行列に対角化可能であり；その固有値は実な代数的整数である。
頂点の名称付けによってその隣接行列が変わるのにたいして、それのスペクトルは、完全ではないものの、ひとつのグラフの不変量である。
スペクトルグラフ理論は、コラン・ド・ウェルディール数のような、そのグラフと結びついた行列の固有値の重複度を通して定義される、グラフのパラメーターとも関係する。

## 共スペクトルグラフ
もし二つのグラフの隣接行列の固有値の多重集合が等しいならば、それらの二つのグラフは共スペクトル（英: cospectral）あるいは等スペクトル（英: isospectral）であると呼ばれる。

あり得る最も小さな多面体グラフの、二つの等スペクトルな。

二つの共スペクトルグラフは互いに同型である必要はない、しかし同型なグラフは常に共スペクトルである。

### 共スペクトルグラフを探すこと
ほとんどすべての木は共スペクトルである、すなわち、頂点が増えるにつれ、共スペクトルな木があるような木の割合は1に近づいてゆく。
正則グラフの一対は、それらの補グラフが共スペクトルであるときにかぎり、共スペクトルである。
もしそれらが等しい交点配列（英: inter-section array）を有するときに限り、一対の距離正則グラフ（英語: distance-regular graph）は共スペクトルである。
共スペクトルグラフは砂田の方法によっても構成されうる。
共スペクトルグラフのその他の重要な根拠としては点と直線の幾何の、点-共線形グラフ（英: point-colinearity graph）と直線-交点グラフ英: line-intersection graphがある。これらのグラフは常に共スペクトルである、しかししばしばグラフ同型ではない。